# 対空戦闘指揮装置
対空戦闘指揮装置（たいくうせんとうしきそうち）は、陸上自衛隊の装備。高射特科部隊に配備される。JAN/TSQ-51CとJAN/TSQ-51-Eの2種類がある。

## 特徴
上級部隊からの指令を受け、さらに隣接サイト、高射部隊からの情報に基づいて高射部隊の指揮統制を行い、対空戦闘を援護する。（JAN/TSQ-51C）
高射特科群に配備され、ホーク部隊の指揮統制を行う。（JAN/TSQ-51-E）
対空戦闘指揮装置用の73式大型トラックに搭載されて移動するため、機動性に優れている。

## 製作
- 日本アビオニクス
- ヒューズ社 (技術提携)